# Llista d'espècies d'hexatèlids
Llista de les espècies d'hexatèlids una família d'aranyes migalomorfes descrita per primera vegada per Eugène Simon l'any 1892. Compren algunes espècies molt perilloses per l'ésser humà. Aquesta llista recull la informació acumulada fins al 9 de gener 2006.

## Gèneres i espècies

### Atrax
Atrax O. P.-Cambridge, 1877
- Atrax robustus O. P.-Cambridge, 1877 (Nova Gal·les del Sud)

### Bymainiella
Bymainiella Raven, 1978
- Bymainiella lugubris Raven, 1978 (Nova Gal·les del Sud)
- Bymainiella monteithi Raven, 1978 (Queensland, Nova Gal·les del Sud)
- Bymainiella polesoni Raven, 1978 (Nova Gal·les del Sud)
- Bymainiella terraereginae (Raven, 1976) (Queensland, Nova Gal·les del Sud)

### Hadronyche
Hadronyche L. Koch, 1873
- Hadronyche adelaidensis (Gray, 1984) (Sud d'Austràlia)
- Hadronyche anzses Raven, 2000 (Queensland)
- Hadronyche cerberea L. Koch, 1873 (Nova Gal·les del Sud)
- Hadronyche eyrei (Gray, 1984) (Sud d'Austràlia)
- Hadronyche flindersi (Gray, 1984) (Sud d'Austràlia)
- Hadronyche formidabilis (Rainbow, 1914) (Queensland, Nova Gal·les del Sud)
- Hadronyche hirsuta Rainbow, 1920 (Nova Guinea)
- Hadronyche infensa (Hickman, 1964) (Queensland, Nova Gal·les del Sud)
- Hadronyche insularis (Rainbow, 1913) (Illes Solomon)
- Hadronyche meridiana Hogg, 1902 (Victòria)
- Hadronyche modesta (Simon, 1891) (Victòria)
- Hadronyche pulvinator (Hickman, 1927) (Tasmània)
- Hadronyche valida (Rainbow & Pulleine, 1918) (Queensland, Nova Gal·les del Sud)
- Hadronyche venenata (Hickman, 1927) (Tasmània)
- Hadronyche versuta (Rainbow, 1914) (Nova Gal·les del Sud)

### Hexathele
Hexathele Ausserer, 1871
- Hexathele cantuaria Forster, 1968 (Nova Zelanda)
- Hexathele cavernicola Forster, 1968 (Nova Zelanda)
- Hexathele exemplar Parrott, 1960 (Nova Zelanda)
- Hexathele hochstetteri Ausserer, 1871 (Nova Zelanda)
- Hexathele huka Forster, 1968 (Nova Zelanda)
- Hexathele huttoni Hogg, 1908 (Nova Zelanda)
- Hexathele kohua Forster, 1968 (Nova Zelanda)
- Hexathele maitaia Forster, 1968 (Nova Zelanda)
- Hexathele nigra Forster, 1968 (Nova Zelanda)
- Hexathele otira Forster, 1968 (Nova Zelanda)
- Hexathele para Forster, 1968 (Nova Zelanda)
- Hexathele petriei Goyen, 1887 (Nova Zelanda)
- Hexathele pukea Forster, 1968 (Nova Zelanda)
- Hexathele putuna Forster, 1968 (Nova Zelanda)
- Hexathele ramsayi Forster, 1968 (Nova Zelanda)
- Hexathele rupicola Forster, 1968 (Nova Zelanda)
- Hexathele taumara Forster, 1968 (Nova Zelanda)
- Hexathele waipa Forster, 1968 (Nova Zelanda)
- Hexathele waita Forster, 1968 (Nova Zelanda)
- Hexathele wiltoni Forster, 1968 (Nova Zelanda)

### Macrothele
Macrothele Ausserer, 1871
- Macrothele abrupta Benoit, 1965 (Congo)
- Macrothele amamiensis Shimojana & Haupt, 1998 (Illes Ryukyu)
- Macrothele bannaensis Xu & Yin, 2001 (Xina)
- Macrothele calpeiana (Walckenaer, 1805) (Espanya, Àfrica del nord)
- Macrothele camerunensis Simon, 1903 (Camerun, Equatorial Guinea)
- Macrothele cretica Kulczyn'ski, 1903 (Creta)
- Macrothele decemnotata Simon, 1909 (Vietnam)
- Macrothele gigas Shimojana & Haupt, 1998 (Illes Ryukyu)
- Macrothele guizhouensis Hu & Li, 1986 (Xina)
- Macrothele holsti Pocock, 1901 (Taiwan)
- Macrothele hunanica Zhu & Song, 2000 (Xina)
- Macrothele incisa Benoit, 1965 (Congo)
- Macrothele maculata (Thorell, 1890) (Myanmar, Sumatra, Java)
  - Macrothele maculata annamensis Hogg, 1922 (Vietnam)
- Macrothele monocirculata Xu & Yin, 2000 (Xina)
- Macrothele palpator Pocock, 1901 (Xina, Hong Kong)
- Macrothele proserpina Simon, 1909 (Vietnam)
- Macrothele raveni Zhu, Li & Song, 2000 (Xina)
- Macrothele segmentata Simon, 1892 (Malàisia)
- Macrothele simplicata (Saito, 1933) (Taiwan)
- Macrothele taiwanensis Shimojana & Haupt, 1998 (Taiwan)
- Macrothele triangularis Benoit, 1965 (Congo)
- Macrothele variabiis Pavesi, 1898 (Java)
- Macrothele vidua Simon, 1906 (India)
- Macrothele yaginumai Shimojana & Haupt, 1998 (Illes Ryukyu)
- Macrothele yani Xu, Yin & Griswold, 2002 (Xina)
- Macrothele yunnanica Zhu & Song, 2000 (Xina)

### Mediothele
Mediothele Raven & Platnick, 1978
- Mediothele australis Raven & Platnick, 1978 (Xile)

### Paraembolides
Paraembolides Raven, 1980
- Paraembolides boycei (Raven, 1978) (Queensland)
- Paraembolides boydi (Raven, 1978) (Nova Gal·les del Sud)
- Paraembolides brindabella (Raven, 1978) (Nova Gal·les del Sud, Australian Capital Territory)
- Paraembolides cannoni (Raven, 1978) (Queensland)
- Paraembolides grayi (Raven, 1978) (Nova Gal·les del Sud)
- Paraembolides montisbossi (Raven, 1978) (Nova Gal·les del Sud)
- Paraembolides tubrabucca (Raven, 1978) (Nova Gal·les del Sud)
- Paraembolides variabilis (Raven, 1978) (Nova Gal·les del Sud)

### Plesiothele
Plesiothele Raven, 1978
- Plesiothele fentoni (Hickman, 1936) (Tasmània)

### Porrhothele
Porrhothele Simon, 1892
- Porrhothele antipodiana (Walckenaer, 1837) (Nova Zelanda)
- Porrhothele blanda Forster, 1968 (Nova Zelanda)
- Porrhothele moana Forster, 1968 (Nova Zelanda)
- Porrhothele modesta Forster, 1968 (Nova Zelanda)
- Porrhothele quadrigyna Forster, 1968 (Nova Zelanda)

### Scotinoecus
Scotinoecus Simon, 1892
- Scotinoecus cinereopilosus (Simon, 1889) (Xile)
- Scotinoecus fasciatus Tullgren, 1901 (Xile, Argentina)

### Teranodes
Teranodes Raven, 1985
- Teranodes montanus (Hickman, 1927) (Tasmània, Victòria)
- Teranodes otwayensis (Raven, 1978) (Victòria)